# Winifred Atwell
Winifred Atwell, (Tunapuna, 1914. február 27. – Sydney, 1983. február 28.) trinidad-tobagoi zongoraművész volt. Az 1950-es évektől nagy népszerűségnek örvendett Nagy-Britanniában és Ausztráliában számos boogie-woogie és ragtime slágerrel. Több mint 20 millió lemezt adott el. Ő volt az első fekete előadó, aki első helyezést ért el az Egyesült Királyság kislemezlistáján. Feltehetően továbbra is ő az egyetlen női zenész, akinek ez sikerült.

| Winifred Atwell                           | Winifred Atwell                           |
| Kattints az alábbi külső linkek egyikére! | Kattints az alábbi külső linkek egyikére! |
| ----------------------------------------- | ----------------------------------------- |
| Nem található szabad kép.(?)              |                                           |
| külső link · jogvédett                    | Winifred Atwell                           |

## Pályafutása
Winifred Atwell a trinidad-tobagói Tunapuna-ban született. Orvosi tanulmányokat folytatott, aztán a családi vállalkozásukban egy gyógyszertárban dolgozott. Fiatal korában amerikaiaknak zongorázott a légitámaszponton. Ekkor írta meg a  „Piarco Boogie” című dalt, ami aztán „Five Finger Boogie” című címmel lett sláger.
Atwell az 1940-es évek elején elhagyta Trinidadot, és az Egyesült Államokba utazott, hogy Alexander Borovskynál tanuljon. 1945. május 10-én a New York-i Town Hallban adott koncerten az Altruss Opera Company előadásán Paul A. Smith-szel, egy jól ismert tenoristával lépett fel.
1946-ban Londonba költözött, ahol a zeneakadémiára járt. Ezalatt klubokban és színházakban játszott, hogy finanszírozza tanulmányait. A Casino Theatre szerződtettette. Több slágere született, köztük a nagysikerű „Black and White Rag”.
Hugh Mendl révén szerződött a Decca Recordsszal.
Koncertjein Atwell általában először egy koncertzongorán, majd a másik zongorán játszott − egy ütött-kopott függőleges zongorán, amelyet ötven shillingért a férje vásárolt egy régiségboltban. 1952-ben karrierje a csúcson volt: kezei negyedmillió dollárért voltak biztosítva a Lloyd's of London-nál. Hetente körülbelül 30 000 lemezt adott el a Deccánál, így korának messze a legkelendőbb zongoristája lett. Ő volt az egyetlen zongorista, akinek két arany- és két ezüstlemeze volt, és ő volt az első fekete művész Nagy-Britanniában, aki egymillió lemezt adott el.
1980-ban agyvérzést kapott, majd egy évvel később a The Mike Walsh Show-ban bejelentette visszavonulását. Ettől kezdve csak orgonistaként játszott az ausztráliai Narrabeen templomában. 1983-ban szívrohamot kapott, amikor a narrabeeni otthona kigyulladt. Ebbe belehalt. Férje mellé temették Lismore közelében, Ausztráliában.

## Lemezek
- 1952: Britannia Rag, Coronation Rag
- 1953: Flirtation Waltz, Let’s Have a Party
- 1954: Rachmaninoff’s 18th Variation on a Theme By Paganini, Let’s Have Another Party, Let’s Have Another Party
- 1955: Let’s Have A Ding Dong
- 1956: The Poor People of Paris, Port-Au-Prince, Left Bank, Make It A Party
- 1957: Let’s Rock ’N’ Roll, Let’s Have A Ball
- 1959: The Summer of the Seventeenth Doll, Piano Party
- 1957: Moonlight Gambler
- 1958: Dawning
- 1966: Mexico City

## Albumok
- 1956: Double Seven
- 1969: Chartbusters